# Polyechinus
Polyechinus is een geslacht van zee-egels uit de familie Echinidae.

## Soorten
- Polyechinus agulhensis (Döderlein, 1905)